# 神鐵道場站
神鐵道場站（日语：／ Shintetsu-Dōjō eki */?）是一個位於日本兵庫縣神戶市北區道場町日下部字尼谷，屬於神戶電鐵的鐵路車站。車站編號為KB26。海拔164公尺，是神戶市最北的鐵路車站。JR也設有道場站，但距離此站超過4公里。

## 車站構造
側式月台1面1線的跨站式站房。

## 相鄰車站
神戶電鐵
 三田線
■特快速（只限往新開地運行）、■急行、■準急、■普通
道場南口（KB25）－神鐵道場（KB26）－橫山（KB27）

## 外部連結
- 神鐵道場 - 神戶電鐵